# Aaglung
Aaglung (nep. आगलुङ) – gaun wikas samiti w zachodniej części Nepalu w strefie Lumbini w dystrykcie Gulmi. Według nepalskiego spisu powszechnego z 2001 roku liczył on 599 gospodarstw domowych i 3127 mieszkańców (1637 kobiet i 1490 mężczyzn).